# Zduchovice
Zduchovice – wieś i gmina w Czechach, w powiecie Przybram, w kraju środkowoczeskim. Według danych z dnia 1 stycznia 2013 liczyła 278 mieszkańców.